# Tetrafolio
Un tetrafolio (del latín tetra, cuatro, y folium, hoja).
Elemento ornamental formado por cuatro ojivas posicionadas en forma radial, de dos en dos, inscritas generalmente en un círculo. Se asemeja al tetralóbulo.